# Mieke Bal
Maria Gertrudis Bal, detta Mieke (Heemstede, 14 marzo 1946), è una docente e artista olandese.

## Biografia
Laureata in letteratura francese all'Università di Amsterdam nel 1969, ha fatto il Ph.D. presso l'Università di Utrecht, dove ha insegnato semiotica dal 1987 al 1991, per poi insegnare Women's Studies e Letteratura comparata all'Università di Rochester (1991-1996), Cultural studies alla Koninklijke Nederlandse Akademie van Wetenschappen e Teoria della letteratura presso l'Università di Amsterdam (1991-2011).
Dal 1993 al 1995 ha diretto la Amsterdam School for Cultural Studies.
Si è anche occupata di videoarte, partecipando ai lavori del collettivo "Cinema Suitcase", creando installazioni e promuovendola nei Paesi Bassi e altrove, fino a diventare punto di riferimento per gli studi e le applicazioni più avanzati del settore. Tra i suoi video A Long History of Madness (2011, in collaborazione con Michelle Williams Gamaker).
Tra le sue opere critiche più note, Narratology: Introduction to the Theory of Narrative (1985), Quoting Caravaggio: Contemporary Art, Preposterous History (1999), Travelling Concepts in the Humanities: A Rough Guide (2002). Tra le più recenti, Of What One Cannot Speak (2010, sulla scultura di Doris Salcedo), Thinking in Film (2013, sulle installazioni video di Eija-Liisa Ahtila), e Endless Andness (2013, sull'artista belga Ann Veronica Janssens).
Ha collaborato con articoli alle riviste internazionali "Versus - Quaderni di studi semiotici" e "Poétique".

## Opere
- Narratology: Introduction to the Theory of Narrative (1985), University of Toronto Press, 1999
- Anti-Chronologie. Atti del seminario tenuto a Salerno nel maggio 1983, Centro stampa dell'Università, Salerno 1986
- Femmes imaginaries: L'Ancien Testament au risque d'une narratologie critique, Nizet, 1986
- Lethal Love: Feminist Literary Readings of Biblical Love Stories. Indiana University Press, 1987
- Murder and Difference: Gender, Genre and Scholarship on Sisera's Death, Indiana University Press, 1988
- Death and Dissymmetry: The Politics of Coherence in the Book of Judges, University of Chicago Press, 1988
- Reading “Rembrandt”: Beyond the Word–Image Opposition. Cambridge University Press, 1991
- Double Exposures: The Subject of Cultural Analysis, Routledge, 1996
- Images littéraires, ou comment lire visuellement Proust, Presses Universitaires de Toulouse, 1997
- Quoting Caravaggio: Contemporary Art, Preposterous History, University of Chicago Press, 1999
- Acts of Memory: Cultural Recall in the Present (a cura di, con Jonathan Crewe e Leo Spitzer), University Press of New England, 1999
- The Practice of Cultural Analysis: Exposing Interdisciplinary Interpretation (a cura di, con Bryan Gonzales), Stanford University Press, 1999
- Looking In: The Art of Viewing, G+B Arts International, 2001
- Travelling Concepts in the Humanities: A Rough Guide, University of Toronto Press, 2002
- Descrizioni, costruzione di mondi e tempo della narrazione, in Il romanzo, vol. 2: Le forme, a cura di Franco Moretti, Einaudi, 2002, pp. 189–224
- Atti di sguardo: Proust, il romanzo e la cultura visiva, in Il romanzo, vol. 4: Temi, luoghi, eroi, a cura di Franco Moretti, Einaudi, 2003, pp. 279–291
- The Artemisia Files: Artemisia Gentileschi for Feminists and Other Thinking People (a cura di), University of Chicago Press, 2005
- A Mieke Bal Reader, University of Chicago Press, 2006
- Leggere l'arte, in Teorie dell'immagine. Il dibattito contemporaneo, a cura di Andrea Pinotti e Antonio Somaini, Raffaelo Cortina, 2009, pp. 209–240
- Of What One Cannot Speak: Doris Salcedo's Political Art, University of Chicago Press, 2010
- Art and Visibility in Migratory Culture: Conflict, Resistance, and Agency (a cura di, con Miguel A. Hernandez-Navarro), Rodopi, 2011
- Thinking in Film: The Politics of Video Installation According to Eija-Liisa Ahtila, Bloomsbury, 2013
- Endless Andness: The Politics of Abstraction According to Ann Veronica Janssens, Bloomsbury, 2013